# Pediobius polychrosis
Pediobius polychrosis är en stekelart som beskrevs av Mao-Ling Sheng och Wang 1994. Pediobius polychrosis ingår i släktet Pediobius och familjen finglanssteklar. Inga underarter finns listade i Catalogue of Life.